# 馬詩慧
馬詩慧（英語：Janet Ma Sze-wai，1967年8月29日—），祖籍廣東中山市，知名香港女性模特兒，活躍於1980年代末至整個1990年代，大致與黃佩霞、琦琦、翁慧德等同期出道，2001年獲選香港十大模特兒。曾和土木工程師黃重生結婚，現任丈夫為影星王敏德，二人育有一子二女，長女王曼喜是雙性戀，2014年初宣布出櫃。2020年9月4日，長女王曼喜於社交平台上宣佈與同性女友訂婚，馬詩慧接受訪問時表示開心及支持
。
2020年9月6日，馬詩慧出席模特兒比賽時表示長女王曼喜已成熟，因此十分信任她的個人判斷。表示反傳統地為女兒辦理嫁妝
。

## 電視節目
- 2023年 2023香港小姐競選 終極面試（TVB）